# Elezioni europee del 2024 in Slovacchia
Le elezioni europee del 2024 in Slovacchia si sono tenute sabato 8 giugno per eleggere i 13 membri del Parlamento europeo spettanti alla Slovacchia.

## Sistema elettorale
Per le elezioni europee, la legge elettorale slovacca prevede l’applicazione, in un'unica circoscrizione nazionale, di un sistema elettorale a base proporzionale con liste semi-aperte ed una soglia di sbarramento al 5%.
Le preferenze sono in seguito tradotte in seggi secondo il metodo del quoziente e dei più alti resti, con quoziente di Droop.
Tutte le persone che hanno la cittadinanza slovacca ed una residenza principale in Slovacchia, i cittadini slovacchi senza residenza in Slovacchia (c.d. “slovacchi all'estero”) e altri cittadini dell'Unione (se la loro residenza principale è in Slovacchia) hanno diritto di voto alle elezioni europee nel paese.
L’esercizio attivo del diritto è ammesso dai 18 anni in su, compresi coloro che compiono tale età entro il giorno delle elezioni, al più tardi. La registrazione al voto è attuata d’ufficio in base alla residenza.
L’esercizio del diritto di candidarsi è ammesso per tutte le persone che hanno diritto di voto e hanno raggiunto l'età di 21 anni il giorno delle elezioni.
Non è ammesso il voto per posta, né il voto per procura o il voto elettronico. Non è disposto alcun obbligo di voto.

## Risultati
| Liste           | Liste                                   | Partito Europeo | Gruppo          | Voti      | %     | Seggi |
| --------------- | --------------------------------------- | --------------- | --------------- | --------- | ----- | ----- |
|                 | Slovacchia Progressista (PS)            | ALDE            | RE              | 410.844   | 27,82 | 6     |
|                 | Direzione - Socialdemocrazia (SMER-SD)  | PSE (sus)       | NI              | 365.794   | 24,77 | 5     |
|                 | Repubblica (REP)                        | –               | ESN/NI          | 185.137   | 12,53 | 2     |
|                 | Voce - Socialdemocrazia (HLAS-SD)       | PSE (as; sus)   | NI              | 185.137   | 7,18  | 1     |
|                 | Movimento Cristiano-Democratico (KDH)   | PPE             | PPE             | 105.602   | 7,15  | 1     |
|                 | Libertà e Solidarietà (SaS)             | PCRE            | –               | 72.703    | 4,92  | –     |
|                 | Democratici (D)                         | PPE             | –               | 69.204    | 4,69  | –     |
|                 | Alleanza (MA/MS)                        | PPE             | –               | 57.350    | 3,88  | –     |
|                 | Slovacchia-Per il Popolo (SLOVENSKO-ZL) | PPE             | –               | 29.385    | 1,99  | –     |
|                 | Partito Nazionale Slovacco (SNS)        | ID              | –               | 28.102    | 1,90  | –     |
|                 | Altri (<1,00%)                          | –               | –               | 46.771    | 3,17  | –     |
| Totale          | Totale                                  | Totale          | Totale          | 1.476.968 | 100   | 15    |
| Voti non validi | Voti non validi                         | Voti non validi | Voti non validi | 28.208    | 1,87  |       |
| Votanti         | Votanti                                 | Votanti         | Votanti         | 1.505.176 | 34,39 |       |
| Elettori        | Elettori                                | Elettori        | Elettori        | 4.377.093 |       |       |